# Хинкис, Александр Давидович
Александр Давидович Хинкис (фр. Alexandre Hinkis; 30 мая 1913, Кишинёв, Бессарабская губерния — 14 апреля 1997, Париж) — французский художник. Кавалер ордена Почётного легиона (1968).

## Биография
Родился в 1913 году в Кишинёве, где с 1926 года учился в Высшей школе изящных искусств. Отец Дувид Шулимович Хинкис (1877—1941), уроженец Кишинёва, служил юрисконсультом в банке; мать Хая Ихиловна (Клара Ахилловна) Хинкис (урождённая Василивер, 1884—1941), родом из Оргеева, — была модисткой.
В 1931—1933 годах работал художником-декоратором в русском театре-варьете «Бонзо» Александра Вернера. С 1933 года — во Франции, учился у Фернана Леже в Академии Гранд Шомьер, а в 1939 году окончил парижскую Высшую школу декоративных искусств. В 1940 и в 1945—1946 годах учился на архитектурном отделении Высшей школы изящных искусств в Париже. Участник Второй мировой войны, командовал ротой марокканских стрелков в Северной Африке, воевал в Италии. В 1944 году получил Grand-Prix на Салоне художников, мобилизованных в Алжир. Оставшиеся в Кишинёве родители после оккупации города в 1941 году были депортированы в Кишинёвское гетто и убиты.
С 1950 года работал художником кино, был ассистентом Люсьена Агиттана, с конца 1950-х годов — главный художник-постановщик Национального центра кинематографии в Париже. С 1960 года преподавал в Школе кинематографии La Fémis. На протяжении ряда лет участвовал в работе Осеннего салона. С 1954 года регулярно сотрудничал в журнале «Le Technicien du film». В 1963—1978 годах работал также художником на телевидении (в компаниях ORTF, RTF, SFP). В качестве художника-постановщика участвовал в съёмках более чем 50 фильмов, в том числе в нескольких картинах Мишеля Девиля и Жана Древиля, совместном советско-французском фильме «Нормандия-Неман» (1960).
Похоронен на кладбище Пер-Лашез.

## Семья
Жена — Евдокия (Дуся) Дралова (ум. 1987), реквизитор «Мосфильма», познакомились в Москве во время съёмок фильма «Нормандия — Неман» в 1959 году.
Сестра — художница Раиса Давидовна Сафир (фр. Raya Safir, 1909—2003), жена адвоката и общественного деятеля Павла Марковича Сафира (1911—?), мать экономиста и политического деятеля Андре Сафира (фр. André Safir, род. 1945). Александр Хинкис, Рая Сафир и Жак Буссар (Jacques Boussard, 1915—1989) в 1970-е годы работали совместно в Исси-ле-Мулино в созданном Хинкисом направлении метаклассицизма (métaclassicisme); впоследствии к ним присоединился Жан Прево (Jean Prévost, род. 1934).

## Фильмография
- 1951 — La grande vie (режиссёр Анри Шнайдер)
- 1952 — Trois femmes (режиссёр Андре Мишель)
- 1958 — La Chatte (режиссёр Анри Декуэн)
- 1958 — Vive les vacances (режиссёр Жан-Марк Тибо)
- 1959 — La belle et le tzigane (режиссёр Жан Древиль)
- 1960 — Нормандия-Неман (режиссёр Жан Древиль)
- 1961 — La ragazza in vetrina (режиссёр Лучано Эммер)
- 1961 — Ce soir ou jamais (режиссёр Мишель Девиль)
- 1962 — Adorable menteuse (режиссёр Мишель Девиль, в главной роли Марина Влади)
- 1963 — À cause, à cause d’une femme (режиссёр Мишель Девиль)
- 1963 — Les Rustres (режиссёр Жан Пиньоль)
- 1965 — Souffler n’est pas jouer (режиссёр Ив-Андре Юбер)
- 1967 — L'Œuvre (режиссёр — Пьер Кардиналь)
- 1967 — Docteur Gundel (режиссёр Эрик ле Хунг)
- 1968 — Koenigsmark (режиссёр Жан Кершброн)
- 1969 — Le vol du Goéland (режиссёр Жан Кершброн)

## Альбомы
- Alexandre Hinkis. Galerie Bernheim Jeune, 1953.
- Alexandre Hinkis: un peintre russe en Lozère. Conseil général Lozère, 2006.